# EverBank Stadium
L'EverBank Stadium, precedentemente noto come Jacksonville Municipal Stadium fino al 1996 e dal 2006 al 2009 e come Alltel Stadium dal 1997 al 2006 e EverBank Field dal 2009 al 2018 e TIAA Bank Field dal 2018 al 2023, è uno stadio situato a Downtown Jacksonville, in Florida. Attualmente ospita le partite dei Jacksonville Jaguars della NFL. Inoltre annualmente si tengono diverse partite di football universitario, tra cui il Gator Bowl.

## Storia
Lo stadio venne costruito sulle fondamenta del Gator Bowl Stadium, costruito nel 1949 e demolito nel 1994. Nello stesso anno iniziò la costruzione del nuovo stadio, che venne inaugurato il 18 agosto 1995 con una partita d'esibizione contro i San Francisco 49ers.
Il 6 febbraio 2005 si è svolto il Super Bowl XXXIX, nel quale i New England Patriots sconfissero i Philadelphia Eagles 24-21.
Il record di spettatori è stato segnato il 29 settembre 2007, quando 85.412 persone assistettero alla partita NCAA tra Florida State e Alabama, terminata con la vittoria della squadra di casa.